# La Mota (Palol de Revardit)
La Mota és un poble de la comarca del Pla de l'Estany que pertany al municipi de Palol de Revardit.
La unió de tres pobles, Palol, Riudellots de la Creu i la Mota forma el municipi de Palol de Revardit. Aquest municipi es va conformar el 1847 quan els termes dels tres ens locals resultants de l'antic règim senyorial, corresponents a aquests pobles, van ser units amb capital a Palol.
Abans de conformar el municipi actual, La Mota s'havia segregat de Riudellots de la Creu entre 1832 i 1842. Més endavant, el 1846/47, el terme estricte de La Mota havia estat unit a Cornellà del Terri.
El petit nucli d'aquest poble disseminat és al cantó de l'església de Sant Martí. El nucli és situat l'esquerra de la riera de Riudelleques, vora el puig de Sant Dalmau.